# Gaspar Requena

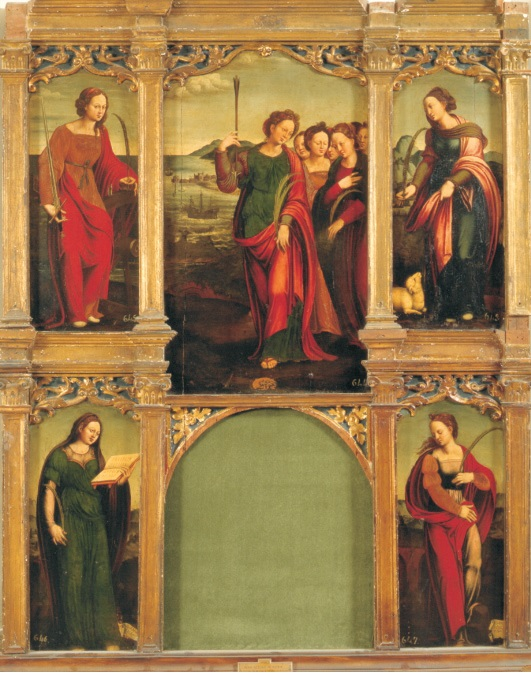
Santa Úrsula y las once mil vírgenes, 1540, Museo de Bellas Artes de Valencia.

Gaspar Requena llamado el Viejo, fue un pintor activo en Valencia en la primera mitad del siglo XVI, oriundo de Cocentaina. Miembro de una familia de pintores a la que también pertenecen su hijo Gaspar Requena el Joven (ca. 1530-ca. 1603) y su hermano menor, Vicente Requena el Viejo, padre de Vicente Requena el Joven.
A él se debe el retablo de Santa Úrsula y las once mil vírgenes que pintó para el convento de la Puridad de Valencia junto con el extremeño Pedro de Rubiales. Contratado en 1540, se conserva en el Museo de Bellas Artes de Valencia. Fuera de esta única obra documentada se le atribuye alguna otra pintura, como una tabla con la Lamentación sobre el cuerpo de Cristo en la iglesia de la Asunción de Foyos o una serie de tablas con pasajes de la vida de santo Domingo de Guzmán procedentes de Játiva guardadas también en el museo de Valencia.